# Іресе (мікрорегіон)
Іресе (порт. Microrregião de Irecê) — мікрорегіон в Бразилії, входить в штат Баїя. Складова частина мезорегіону Північно-центральна частина штату Баїя. Населення становить 357 747 чоловік на 2005 рік. Займає площу 17 379,725 км². Густота населення — 20,6 чол./км².

## Склад мікрорегіону
До складу мікрорегіону включені наступні муніципалітети:
1. Америка-Дорада
2. Барра-ду-Мендіс
3. Барру-Алту
4. Кафарнаум
5. Канарана
6. Сентрал
7. Жентіу-ду-Ору
8. Ібіпеба
9. Ібітіта
10. Іракара
11. Іресе
12. Жуан-Дораду
13. Жусара
14. Лапан
15. Мулунгу-ду-Морру
16. Презіденті-Дутра
17. Соту-Соаріс
18. Сан-Габріел
19. Уйбаї

| Бразилія | Це незавершена стаття з географії Бразилії. Ви можете допомогти проєкту, виправивши або дописавши її. |